# Евалд Херинг
Карл Евалд Константин Херинг (на немски: Karl Ewald Konstantin Hering) е германски физиолог, работил главно в областта на цветното зрение и пространствените усещания.
Евалд Херинг е роден през 1834 година в Алт Герсдорф, част от град Нойгерсдорф в Саксония. Той е племенник на хомеопата Константин Херинг. Завършва Лайпцигския университет, след което е преподавател в Карловия университет в Прага. Херинг е сред водещите противници на теорията на Юнг-Хелмхолц за възприемането на цветовете. Той твърди, че зрителната система използва цветова опонентност, вместо предполагаемото независимо възприемане на три основни цвята. Днес теорията на Херинг е общопризната. Той умира през 1918 година в Лайпциг.